# Maxhof (München)

Teilstück der Maxhofstraße

Maxhof ist eine Wohnsiedlung in München. 

## Lage
Die Siedlung liegt im Südwesten Münchens im Stadtbezirk 19 Thalkirchen-Obersendling-Forstenried-Fürstenried-Solln und ist Bestandteil des Münchner Stadtteils Fürstenried. Im Grundbuch Münchens ist Maxhof unter der Gemarkung Forstenried erfasst.
Im Norden wird Maxhof durch die Neurieder Straße begrenzt, jenseits derer die Siedlung Fürstenried West liegt. Im Osten grenzt Maxhof an die Siedlung Neuforstenried, im Süden an den Forstenrieder Park und im Westen an die Nachbargemeinde Neuried.

## Geschichte
In der Nähe der heutigen Kreuzung Maxhofstraße / Mühlthaler Straße ließ Kurfürst Max Emanuel, der 1715 die Schwaige Poschetsried erworben und das Herrenhaus zum Jagdschloss Schloss Fürstenried hatte umbauen lassen, 1717 ein Fasanenhaus errichten. 1797 erwarb Max Anton Jägerhuber das mittlerweile verfallene Haus und errichtete auf dem Gelände ein Anwesen mit einem kleinen Park, das er 1804 nach sich selbst Maxhof nannte. Mit dem Gemeindeedikt wurde der Maxhof 1818 Bestandteil der Gemeinde Forstenried. Nach mehreren Besitzerwechseln im 19. Jahrhundert und der Eingemeindung Forstenrieds nach München 1912 erwarb die Terraingesellschaft Gartenstadt Forstenried 1916 das Gelände.
In der Folgezeit entstand dort eine Wohnsiedlung, die etwa 1960 ihre heutige Ausdehnung erreicht hatte. 1961–63 wurde nördlich der Neurieder Straße die Siedlung Fürstenried West errichtet, 1965–66 auf der freien Fläche zwischen Maxhof und der A95 die Siedlung Neuforstenried.

## Beschreibung
Maxhof ist geprägt von ein bis zweigeschossigen Ein- und Mehrfamilienhäusern, die von Gärten umgeben sind. Die Straßen verlaufen überwiegend senkrecht zueinander, ohne ein regelmäßiges Schachbrettmuster zu bilden. Dadurch entstehen rechteckige Straßengevierte unterschiedlicher Größe und Form. Die von Nord nach Süd durch die Siedlung verlaufende Maxhofstraße bietet Zugang zum Forstenrieder Park. 